# Sidi Boutouchent
Sidi Boutouchent (în arabă سيدي بوتوشنت) este o comună din provincia Tissemsilt, Algeria.
Populația comunei este de 4.224 de locuitori (2008).